# Работать для прусского короля
Работать для прусского короля (также ради прусского короля, от фр. travailler pour le Roi de Prusse) — идиоматическое выражение, в основном во французском языке, означающее «работать без выгоды для себя».

## Происхождение
Первые прусские короли прослыли с лёгкой руки Вольтера скрягами. Taк, Фридрих-Вильгельм I каждый месяц платил солдатам за 30 дней службы, тем самым экономя в месяцы с 31 днями.
Второе объяснение сводит выражение ко временам Семилетней войны, когда Франция терпела одну неудачу за другой, а её командиры по одному были разбиты врагом. Припев популярной народной песни той эпохи, направленной против мадам де Помпадур, правительства и военных, завершался словами: 
|  | Ах! Он хорошо поработал Он хорошо поработал на короля ... Прусского!Ah ! qu’il a bien travaillé Qu’il a bien travaillé pour le roi (bis) De Prusse. |

Это объяснение самой своей датировкой (1756-1763) содержит отсылку к другому прусскому королю, Фридриху II Великому, и Вольтер, который работал на Фридриха II, оказывается ни при чём.
Третья теория относит возникновение выражения к войне за австрийское наследство, которая предшествовала Семилетней. Мирный договор оказался выгодным исключительно для Пруссии (которая присоединила Силезию), а Франция, которая одержала поначалу внушительные победы, была вынуждена, наоборот, отдать часть своей территории.